# 1202 Marina
1202 Marina este o planetă minoră (asteroid), cu un diametru de 54,93 km, din centura de asteroizi. A fost descoperită pe 13 septembrie 1931 la Simeiizka observatoria⁠(d) de Grigori N. Neuimin și a fost numită după Marina Davidovna Lavrova-Berg⁠(d). 
Obiectul prezintă o orbită caracterizată de o semiaxă mare de 4,0000662 UAi, o excentricitate de 0,166326, o înclinație de 3,33332 ° în raport cu ecliptica.